# 31 octobre 1929
Le jeudi 31 octobre 1929 est le 304e jour de l'année 1929.

## Naissances
- Bud Spencer (mort le 27 juin 2016), acteur italien
- Eddie Charlton (mort le 7 novembre 2004), joueur de billard anglais et de snooker australien
- Fumio Watanabe (mort le 4 août 2004), acteur
- Jacques Freimuller (mort le 1er novembre 2006), joueur de basket-ball français
- Jessica James (morte le 7 mai 1990), actrice américaine
- Olga Zubarry (morte le 15 décembre 2012), actrice argentine
- Paul-Marie Guillaume, prélat catholique

## Décès
- António José de Almeida (né le 17 juillet 1866), homme d'État portugais
- José Relvas (né le 5 mars 1858), homme politique portugais
- Norman Pritchard (né le 23 juin 1877), athlète indien  d'origine britannique
- Senshō Murakami (né le 1er mai 1851), érudit bouddhiste de l'ère Meiji